# Wilhelm von Gleiberg

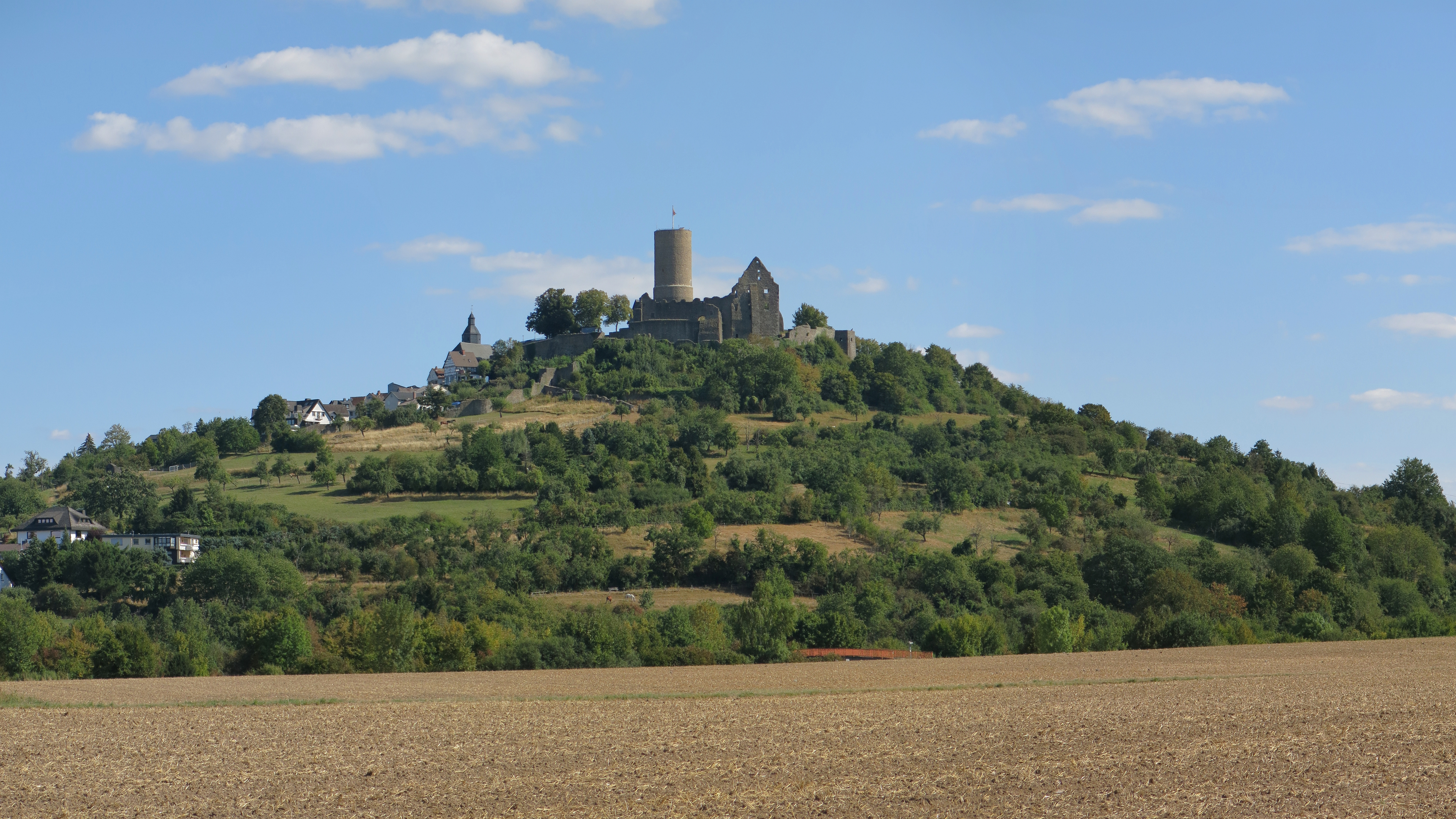
Burg Gleiberg

Wilhelm von Gleiberg (* um 1110; † nach 1158) war ab 1131 Graf von Gleiberg, später Herr zu Gießen und ab 1148 Vogt von Schiffenberg. 

## Leben
Er entstammte der luxemburgischen Linie der Wigeriche. Seine Eltern waren Wilhelm von Luxemburg und Liutgard von Beichlingen. Seine Tante war Ermesinde († 1141), die die Grafschaft Luxemburg an Gottfried I., Graf von Namur brachte. Wilhelm heiratete um 1145 Salome von Isenburg (ca. 1130–1197), eine Tochter des Herren Gerlach III. von Isenburg. Wilhelm von Gleiberg ließ im Jahr 1152 nach einer Teilung mit seinem Neffen Otto von Gleiberg in der heutigen Stadt Gießen eine Wasserburg errichten, die den Beginn der Siedlung kennzeichnete und Grundlage für die Namensgebung war. Otto von Gleiberg erhielt Westhälfte mit Burg Gleiberg und Wilhelm die Osthälfte der Grafschaft, woraus sich die Teilgrafschaft Gießen bildete. Vermutlich bauten Wilhelm und Otto zuvor die Burg Gleiberg neu auf.

### Nachfolge
Sein Sohn Wilhelm starb bereits um 1155 als Kind, wodurch seine Tochter Mechthild von Gießen die Erbin des Ostteils der Grafschaft Gleiberg mitsamt der Vogtei über das Kloster Schiffenberg wurde. Mechthild blieb unter der Obhut ihrer Mutter Salome, die sich seit dem „Gräfin von Gießen“ nannte, da sie als Wilhelm starb noch ein Kleinkind war. Mechthild heiratete vor dem 30. Juli 1181 den künftigen Pfalzgrafen Rudolf I. von Tübingen, der so die Teilgrafschaft Gießen in die Hände der Tübinger brachte. Die Westhälfte der Grafschaft Gleiberg mit Burg Gleiberg ging über Wilhelms Neffe Otto an dessen Erbtochter Irmgard, die mit Hartrad II. von Merenberg verheiratet war. So kamen die Herren von Merenberg an ihren Grafentitel. Über die Merenberger fiel die Grafschaft Gleiberg schließlich an das Haus Nassau.

## Abstammung
| Ahnentafel von Wilhelm von Gleiberg | Ahnentafel von Wilhelm von Gleiberg                                                             | Ahnentafel von Wilhelm von Gleiberg                                                             | Ahnentafel von Wilhelm von Gleiberg                                                                                   | Ahnentafel von Wilhelm von Gleiberg                                                                                   | Ahnentafel von Wilhelm von Gleiberg | Ahnentafel von Wilhelm von Gleiberg |
| ----------------------------------- | ----------------------------------------------------------------------------------------------- | ----------------------------------------------------------------------------------------------- | --- | --- | ----------------------------------- | ----------------------------------- |
| Urgroßeltern                        | Giselbert von Luxemburg (* 1007; † 14. August 1059) ⚭ N.N.                                      | Wilhelm VII. von Aquitanien (* 1023; † Herbst 1058) III. ⚭ Ermesinde                            | Otto von Northeim (* um 1020; † 11. Januar 1083) ⚭ um 1050 Richenza von Schwaben (* um 1025; † vor 1083)              | Otto I. von Weimar († 1067) ⚭ vor 1060 Adela von Brabant († 1083)                                                     |                                     |                                     |
| Großeltern                          | Konrad I. von Luxemburg (* um 1040; † 8. August 1086) ⚭ 1075 Clementia von Poitou († nach 1129) | Konrad I. von Luxemburg (* um 1040; † 8. August 1086) ⚭ 1075 Clementia von Poitou († nach 1129) | Kuno von Northeim (* 1050/60; † 1103) ⚭ um 1088 Kunigunde von Weimar-Orlamünde (* um/nach 1055; † nach 20. März 1117) | Kuno von Northeim (* 1050/60; † 1103) ⚭ um 1088 Kunigunde von Weimar-Orlamünde (* um/nach 1055; † nach 20. März 1117) |                                     |                                     |
| Eltern                              | Wilhelm von Luxemburg (* 1070; † 1129) ⚭ Luitgart von Northeim                                  | Wilhelm von Luxemburg (* 1070; † 1129) ⚭ Luitgart von Northeim                                  | Wilhelm von Luxemburg (* 1070; † 1129) ⚭ Luitgart von Northeim                                                        | Wilhelm von Luxemburg (* 1070; † 1129) ⚭ Luitgart von Northeim                                                        |                                     |                                     |
| Wilhelm                             |                                                                                                 |                                                                                                 | | |                                     |                                     |